# Anton Seifert
Anton Seifert (* 2. September 1826 in Preßnitz, Kaisertum Österreich; † 28. November 1873 in Krakau) war ein kaiserlich-königlicher österreichisch-böhmischer Militärkapellmeister und Komponist. Er ist u. a. der Schöpfer des Kärntner Liedermarsches.

## Leben und Wirken
Seifert stammte aus wohlhabenden Verhältnissen in der Bergstadt Preßnitz im böhmischen Teil des Erzgebirges und war der Sohn des Bürgers und Spitzenhändlers Johann Seifert. Über seine frühere Ausbildung ist nichts bekannt. Harmonie- und Instrumentationslehre hatte er bei J. Schubert in Prag studiert. 1844 trat er in die Kapelle des Linien-Infanterieregiments ein und wurde 1845 Flügelhornist im Infanterie-Regiment Nr. 12 (später k. k. Erzherzog Wilhelm Infanterie-Regiment), wo er von 1846 bis zu seinem Tod 1873 als Kapellmeister tätig war.
Mit dem Infanterie-Regiment war er 1861 und 1862 in Wolfsberg in Kärnten stationiert. Dort nahm er u. a. mit seiner Kapelle an der Einweihung der neuen evangelischen Kirche bei Wolfsberg am 10. November 1861 teil. Von 1862  bis 1869 war er in Olmütz, dann bis 1873 in Komorn und ab 1873 in Krakau, wo er Ende November an einer Lungenkrankheit starb.

## Werke (Auswahl)
- 1861 Kärnthner-Lieder-Marsch (op. 80)[2][3]
- Mein Österreich (Marsch)
- mehrere Tänze

## Ehrungen
- Königlich-Sächsische Zivilverdienstmedaille in Gold
- Ehrenmitglied des Männergesangvereins Klagenfurt